# Al Aghlab ibn Mohammed ibn Aghlab
Al Aghlab ibn Mohammed ibn Aghlab, soprannominato Khereg-er-ro'úna (... – 878) è stato un emiro di Sicilia per conto della dinastia aghlabide.
Al Aghlab ibn Mohammed subentrò alla carica di governatore nell'878, dopo l'uccisione a Palermo dell'emiro Giafar ibn Muhammad che fu vittima di un complotto di famiglia. Era soprannominato, "Kherg-er-ro'ûna" (tradotto approssimativamente dalle fonti arabe come "Nugolo di pazzia"), e approfittò dell'uccisione di Gia'Far per assumere i poteri dello Stato con l'aiuto dei suoi sostenitori. Il popolo, tuttavia, si ribellò e lo cacciò insieme ai suoi complici che fuggirono in Africa. Fu sostituito da Al-Husayn ibn Rabah, che pochi anni prima aveva diretto per breve tempo il governo di Sicilia.